# Monestir de Crist Filantrop (segle XII)
El monestir de Crist Filantrop (grec: Μοναστήρι του Χριστού Φιλανθρώπου, Monastiri tu Khristú Filanthropu) fou un important monestir de Constantinoble fundat per Irene Ducena al segle xii. Fou un dels dos monestirs amb aquest nom a la capital de l'Imperi Romà d'Orient, juntament amb un altre que fou fundat/restaurat per Irene Cumnos al segle xiv a partir d'una estructura anterior.
Es trobava prop de l'Església de Santa Anna, al barri de Déuteron. Era un monestir per a homes que tenia com a equivalent femení el Monestir de la Mare de Déu Plena de Gràcia, amb el qual compartia la canalització de l'aigua. Segons Nicetes Coniata i l'anònim de Sathas, l'emperador Aleix I Comnè, marit de la fundadora del monestir, hi hauria estat enterrat després de la seva mort el 1118.